# Дайамонд (озеро, Орегон)
Дайамонд, или Даймонд (англ. Diamond Lake), — озеро в южной части штата Орегон, США. Расположено недалеко от пересечения маршрутов 138 и 230 штата Орегон в национальном лесу Ампква (Umpqua) в округе Дуглас между горой Бейли на западе и горой Тилзен на востоке.
Высота над уровнем моря — 1581 м.
Исток озера находится в его северной части. Оттуда вода течёт через Лейк-Крик и левым притоком впадает в реку Норт-Эмпкуа, затем, сливаясь с безымянным правым притоком, принимает название Эмпкуа, и в конечном итоге впадает в Тихий океан.
Озеро было названо в честь пионера-поселенца в Кобурге Джона Дайамонда, открывшего его в 1852 году, находясь на вершине, которая также названа его именем — Дайамонд-Пик.
Прилегающее почтовое отделение под названием «Озеро Дайамонд», было создано в 1925 году и работало до 1956 года, когда оно было заменено на офис, работающий только в летнее время.

## Рыба
Хотя микижа (или радужная форель) не является родной для озера Дайамонд (здесь отсутствует необходимая среда для нереста), большие популяции водных насекомых делают её идеальной для рыб. После обработки озера для очищения от непромысловых видов рыб в 1954 году, Департамент рыб и дикой природы штата Орегон снабдил озеро канадским сортом радужной форели, а затем развел местные штаммы примерно в 1970 году. Форель быстро росла в озере, и до того, как другие виды стали успешно конкурировать с форелью, рыболовы ловили 10-фунтов (4,5 кг) микижи регулярно, а средний улов весил более 1 фунта (0,45 кг). Однако в 1992 году в озере был обнаружен чужеродный вид — гила двуцветная. Эти рыбы, незаконно завезенные в озеро, быстро размножались, что отрицательно сказывалось на спортивном рыболовстве. Вода стала мутной, резко сократилась популяция насекомых и, как следствие, и популяция форели.
Чтобы устранить нежелательную рыбу, в 2006 году Департамент (ODFW) отравил озеро ротеноном. К 2007 году были отмечены значительные улучшения прозрачности воды, увеличение популяций насекомых и форели.
В январе 2016 года штат Орегон объявил о своем плане выпустить до 25 000 рыбоядных тигровых форелей в озеро после выявления одной гилы двуцветной, чтобы предотвратить её повторный вред озеру. Рыбе, найденной в октябре, было 4 года, а это значит, что её не было в 2006 году. Ученые не уверены в её происхождении.

## Отдых

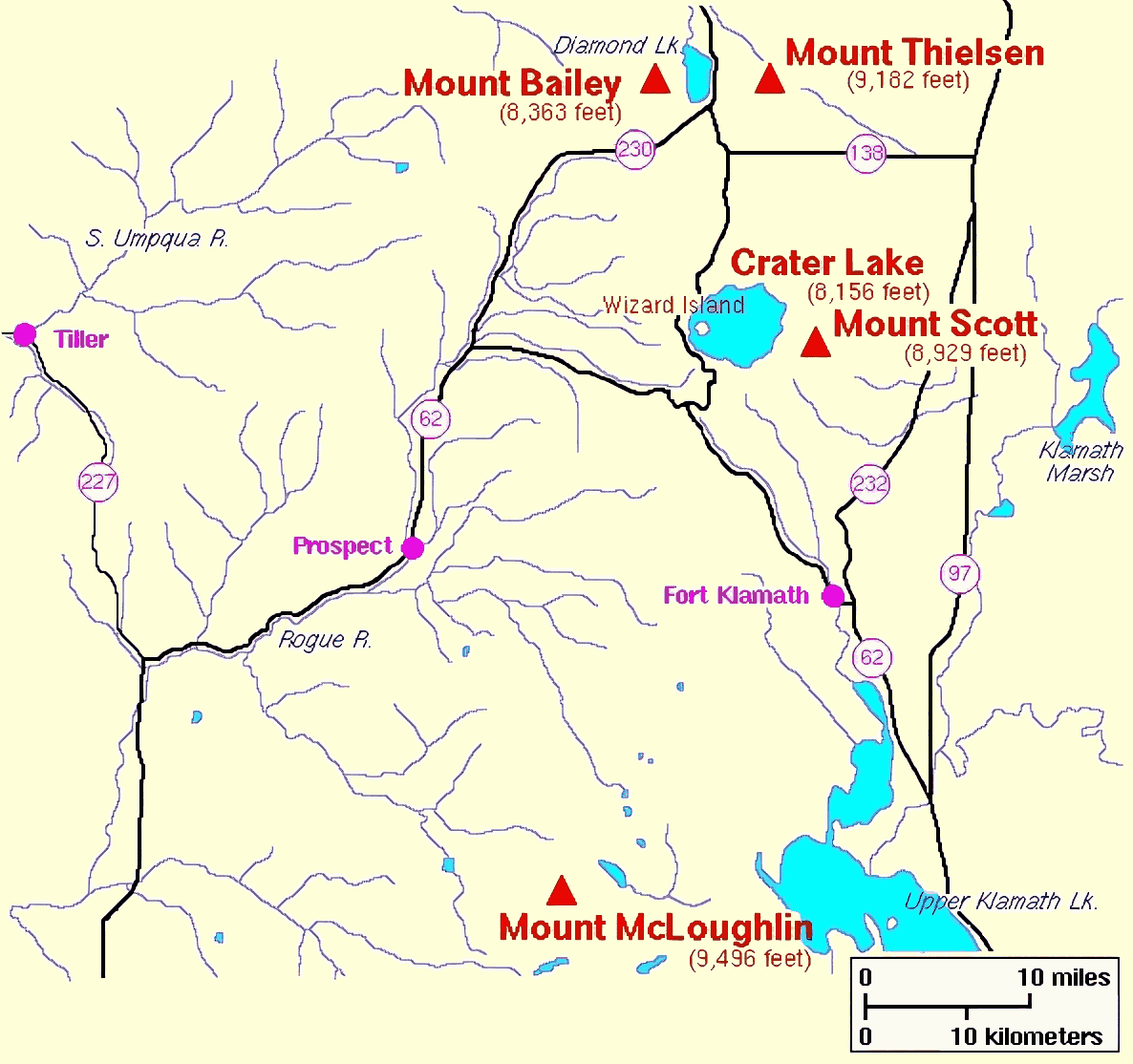
Карта региона, окружающего озеро Дайамонд

Рыболовы часто ловят рыбу на лодке возле ручья Сайлент на юге и в глубокой воде на севере. Вокруг озера есть пять лодочных пандусов, к каждому из которых ведет мощеная дорога. Ограничение скорости на озере составляет 10 км/час. Рыбная ловля с берега распространена вдоль озерных троп, недалеко от курорта Diamond Lake, возле ручья Сайлент. Озеро открыто для рыбалки с конца апреля до конца октября.
Тропы соединяют озеро с вершинами гор Бейли и Тилсен, а также озером Кратер. Одна из дорожек озера — это частично проложенная велосипедная дорожка длиной 11 миль (18 км). Созерцание дикой природы и наблюдение за птицами в этом районе очень распространены. Государственная зона отдыха Джозефа Х. Стюарта является ближайшим государственным парком к озеру Дайамонд.
Лесная служба управляет четырьмя палаточными лагерями около озера Дайамонд: кемпинг «Озеро Дайамонд», с 240 участками вдоль восточной стороны озера; Кемпинг «Сломанная стрела» с 148 участками на южной части озера; Кемпинг «Тилсен Вью» с 58 участками вдоль западного берега и Южным берегом, с пятью участками. Кемпинги включают столы для пикника, туалеты, душевые и мусорные баки, игровые площадки, волейбольная площадка, плавательный пляж, а также места для пикника.
Плавание, катание на лошадях и охота популярны летом и осенью. Зимние виды спорта включают катание на снегоходах, лыжах, собачьих упряжках. Курортный отель «Озеро Дайамонд» на восточной стороне озера предлагает жилье, рестораны, магазины, прокат лодок, лошадей и иные услуги.

## В массовой культуре
Озеро занимает центральное место в сюжете сериала Гримм в восьмой серии пятого сезона, где изображен вымышленный «Монстр озера Дайамонд».